# ルブアルハリ砂漠
ルブアルハリ砂漠（ルブアルハリさばく、Rub' al khali）は、アラビア半島南部の3分の1を占める世界最大級の砂漠。サウジアラビア南部、オマーン、アラブ首長国連邦(UAE)、イエメンの4か国に広がる。アラビア語では、アッ=ルブア=ル=ハーリー（al-rub' al-khali ; الربع الخالي）と呼ばれ、英語では「空虚な4分の1(一角)」(the Empty Quarter) と訳されたが、何も無い所というのが本来の意味に近い。ルブー・アルハーリー砂漠とも表記する。

## 概要

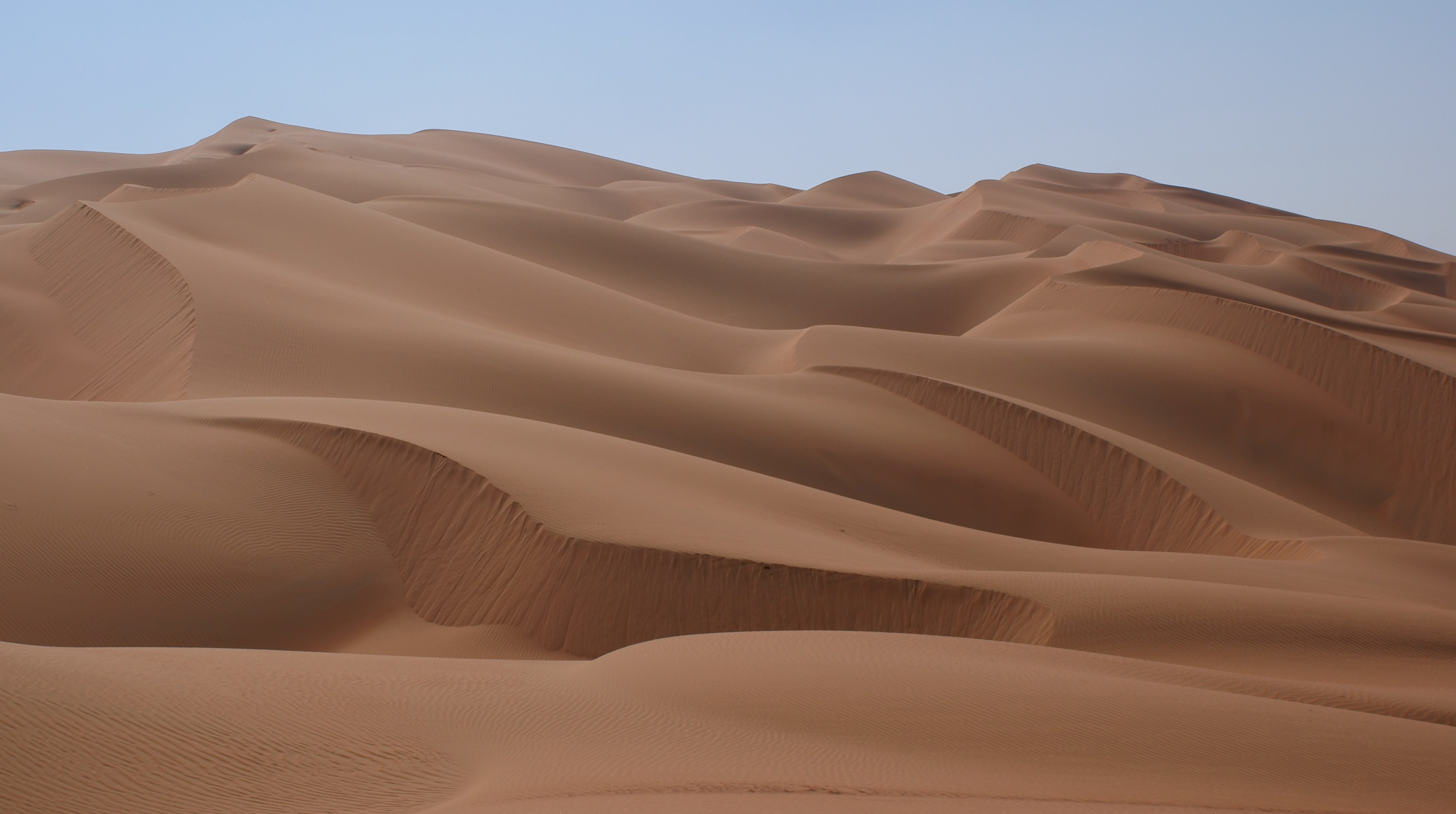
UAE国境地帯の砂丘

ルブアルハリは、長さ1000キロメートル(600マイル)、幅500キロメートル(300マイル)。最近まで大部分が探検されていなかった。ベドウィンでさえ、その辺縁を移動するにすぎない。にもかかわらず、この砂漠へGPSを装備したツアーを提供する旅行会社は存在する。
1931年にバートラム・トマスが、史料に残る最初の西洋人としてこの砂漠を横断した。トマスは横断行の途中で失われた都市ウバール (Ubar) の伝説を聞いた。なお、ウバールは別の伝説の都市「円柱の都イラム」と混同・同一視されることがある。
夏の気温は、夜は氷点下、正午には摂氏55度に達する。エッフェル塔 (324m) より高い砂丘もある。ルブアルハリは、地球上で最も近寄りにくい環境の1つともいわれる。しかしながら、この砂漠には生命が繁殖している。いたるところにクモ類、齧歯類、植物を見出すことができる。NGO 世界自然保護基金 (WWF) の生態系区分「エコリージョン」では、かつては「アラビア砂漠および東サヘロ=アラビア乾燥低木地 (Arabian Desert and East Sahero-Arabian xeric shrublands) に、現在は「アラビア高地疎林と低木林」(Arabian Highland Woodlands and Shrublands) に区分されている。
砂漠化は、この1000年間に進行した。3世紀ごろまでは乳香交易のキャラバンがこの地を横断していたが、砂漠化がこの地をキャラバン交易路が横切るのを困難にした、現在では不毛の荒地が広がっている。その後はナジラン地域のような部落がいくつかあり、水源や石油基地と結ぶ道路も何本か存在した。砂漠の周囲は世界で最も石油に富んだ地域で、とくにサウジアラビアでは巨大な埋蔵量が見つかっている。ガワール油田は砂漠北部から南方に伸びる世界最大の油田で主要アラブ軽質油を産出する。シェイバ油田はUAE近くに位置する。

## 最近の調査
サウジ地質調査所による科学調査が2006年2月に行われた。サウジアラビアと海外から環境、地質、科学の専門家89名が参加した。様々な種類の化石と隕石、31の植物新種、24種の鳥が発見された。